# Artjom Igorewitsch Woronin
Artjom Igorewitsch Woronin (russisch Артём Игоревич Воронин; * 22. Juli 1991 in Widnoje, Russische SFSR) ist ein russischer Eishockeyspieler, der seit 2019 bei Humo Taschkent aus der Wysschaja Hockey-Liga unter Vertrag steht.

## Karriere
Artjom Woronin begann seine Karriere als Eishockeyspieler in seiner Heimatstadt in der Nachwuchsabteilung von Krylja Sowetow Moskau, in der er spielte, bis er im KHL Junior Draft 2009 in der zweiten Runde als insgesamt 37. Spieler vom Stadtnachbarn HK Spartak Moskau ausgewählt wurde. In der Saison 2009/10, seinem Rookiejahr in der Kontinentalen Hockey-Liga, blieb der Center in insgesamt elf Spielen punktlos und erhielt zwei Strafminuten. Die gesamte restliche Spielzeit verbrachte er bei Spartaks Juniorenmannschaft (MHK Spartak) in der multinationalen Nachwuchsliga Molodjoschnaja Chokkeinaja Liga, in der er in 56 Spielen 57 Scorerpunkte erzielte, davon 18 Tore.
Die Saison 2010/11 begann Woronin im KHL-Team von Spartak Moskau, kam aber bis zum Ende der Saison 2012/13 weiter parallel beim MHK Spartak zum Einsatz. Während der folgenden Spielzeit wurde Woronin hauptsächlich in der Wysschaja Hockey-Liga bei Sokol Krasnojarsk eingesetzt.
Nach dem Rückzug von Spartak aus der KHL wechselte Woronin ligaintern zu Atlant Moskowskaja Oblast, wo 49 KHL-Partien absolvierte. Aufgrund finanzieller Probleme zog sich Atlant nach der Saison 2014/15 ebenfalls vom Spielbetrieb zurück und Woronin kehrte über den SKA Sankt Petersburg zum HK Spartak Moskau zurück, der Atlants Startplatz in der KHL übernahm.

### International
Für Russland nahm Woronin an der U20-Junioren-Weltmeisterschaft 2011 teil, bei der er mit seiner Mannschaft die Goldmedaille gewann. Zum Titelgewinn trug er mit einem Tor und zwei Vorlagen in sieben Spielen bei.

## Erfolge und Auszeichnungen
- 2010 MHL All-Star Game
- 2011 Goldmedaille bei der U20-Junioren-Weltmeisterschaft
- 2013 Wertvollster Spieler der MHL-Playoffs
- 2013 Topscorer (20) und Bester Torschütze (10) der MHL-Playoffs

## KHL-Statistik
(Stand: Ende der Saison 2014/15)